# Anthurium longispadiceum
Anthurium longispadiceum är en kallaväxtart som beskrevs av Kurt Krause. Anthurium longispadiceum ingår i släktet Anthurium och familjen kallaväxter. Inga underarter finns listade.